# Max Steiner
Maximilian Raoul "Max" Steiner, född 10 maj 1888 i Wien, död 28 december 1971 i Los Angeles, Kalifornien, var en österrikiskfödd amerikansk kompositör och dirigent inom film och teater. Han var en av de första filmkompositörerna, och ofta omtalad som "fadern till filmmusiken". Tillsammans med andra kompositörer som Franz Waxman, Erich Wolfgang Korngold, Alfred Newman och Miklós Rózsa, spelade Steiner en stor roll i traditionen kring musikskapandet inom filmen.
Steiner komponerade hundratals musikstycken till filmer, bland andra Angivaren (1935), Under nya stjärnor (1942), och Osynliga länkar (1944), för vilka han vann Oscars. Totalt var han nominerad till Oscars 26 gånger vilket är rekord för en kompositör och endast har slagits av Alfred Newman och John Williams.
Steiner var en av de mest kända kompositörer i Hollywood och betraktas allmänt idag som den främsta filmmusik-kompositören under filmhistorien. Han samarbetade ofta med kända regissörer som John Ford och William Wyler. Förutom hans oscarsbelönade filmmusik skrev han även musik till filmer som King Kong (1933), Unga kvinnor (1933), Skandalen kring Julie (1938), Casablanca (1942) och Borta med vinden (1939).

## AFI
American Film Institute rankade Steiners musik i Borta med vinden och King Kong som nummer två och tretton i deras lista "100 år av filmmusik". Den övriga av hans filmmusik som var nominerad var från filmerna:
- Don Juans äventyr (1948)
- Casablanca (1942)
- Seger i mörkret (1939)
- Angivaren (1935)
- Skandalen kring Julie (1938)
- Våld i mörker (1948)
- Under nya stjärnor (1942)
- Sista sommarlovet (1959)
- Sierra Madres skatt (1948)